# Simon Guglielmi
Simon Guglielmi (ur. 1 lipca 1997 w Chambéry) – francuski kolarz szosowy.

## Osiągnięcia
Opracowano na podstawie:
2016
- 2. miejsce w Grand Prix Chantal Biya
  - 1. miejsce w klasyfikacji młodzieżowej
  - 1. miejsce w klasyfikacji górskiej

2019
- 1. miejsce w klasyfikacji górskiej Tour Alsace

## Rankingi
| Rok             | 2016  | 2017  | 2018  | 2019  | 2020 | 2021  | 2022 | 2023 | 2024 |
| --------------- | ----- | ----- | ----- | ----- | ---- | ----- | ---- | ---- | ---- |
| World Ranking   | 1213. | 1850. | 2220. | 2016. | 729. | 1576. | 618. | 674. | 497. |
| UCI Europe Tour | -     | 1174. | 1480. | 1318. | 584. | 1110. | 478. | -    | -    |
| UCI Africa Tour | 71.   | -     | -     |       |      |       |      |      |      |
|                 |       |       |       |       |      |       |      |      |      |
| Źródło: UCI     |       |       |       |       |      |       |      |      |      |